# Cambia pelle
Cambia pelle è il 4º album di Mietta, pubblicato nel 1994 con etichetta Fonit Cetra.

## Descrizione
Anticipato dal singolo Cambia pelle, Il quarto album della cantante, che ottiene il disco d'oro, segna la svolta funky/blues avvalendosi di autori come Gatto Panceri (Eccitazione, È di nuovo gennaio) e Sergio Laccone (Sono sola).
Dall'album, oltre alla title track, vengono estratti come singoli anche: Fuori da te (canzone sensuale e dalle sonorità hip-hop scritta da Stefano Borzi, Andrea Artipoli e Danilo Pao) che raggiunse la vetta dell'airplay radiofonico per diversi mesi nell'inverno di quell'anno, È di nuovo gennaio (presentata al Festival italiano 1994) ed Eccitazione (lanciata in versione remix nei primi mesi del '95).
Antonio Gaudino firma Sarà e Ritorni, due malinconiche ballads.
Stefano Borzi è l'arrangiatore del disco.

## Tracce
1. Eccitazione – 3:35
2. È di nuovo gennaio – 4:18
3. Fuori da te – 3:43
4. Mai come adesso – 3:45
5. Sarà – 4:23
6. Ogni giorno ogni notte – 4:06
7. Cambia pelle – 3:38
8. Ritorni – 3:40
9. Un'altra città – 3:31
10. Sono sola – 4:27

## Formazione
- Mietta – voce, cori
- Emanuela Borzi – batteria, cori
- Arnaldo Vacca – percussioni
- Danilo Pao – chitarra, cori
- Fernando Pantini – chitarra
- Roberto Gallinelli – basso
- Stefano Borzi – tastiera, programmazione
- Giovanni Imparato – percussioni
- Ettore Pellegrino – violino
- Fabio Forte – trombone
- Chato – lyricon
- Gatto Panceri, Simona Pirone, Vincent Thoma, Orlando Johnson, Sergio Laccone – cori